# Захарченко (посёлок)
Захарченко (укр. Захарченко) — посёлок в Шахтёрском районе Донецкой области Украины. Под контролем самопровозглашённой Донецкой Народной Республики.

## География

#### Соседние населённые пункты по странам света
С:  Дубовое
СЗ:  Садовое, Зачатовка, Сердитое, Цупки
СВ: Зарощенское
З: —
В: Шапошниково, Большая Шишовка
ЮЗ: Русско-Орловка, Степано-Крынка
ЮВ: Малая Шишовка
Ю: —

## Население
Население по переписи 2001 года составляло 14 человека.

## Общие сведения
Почтовый индекс — 86203. Телефонный код — 6255. Код КОАТУУ — 1425287803.

## Местный совет
86251, Донецкая обл., Шахтерский р-н, пос. Садовое, ул.Первомайская, 7